# Prospect Heights (Illinois)
Prospect Heights – miasto w Stanach Zjednoczonych, w stanie Illinois, w hrabstwie Cook.